# Живоносный Источник

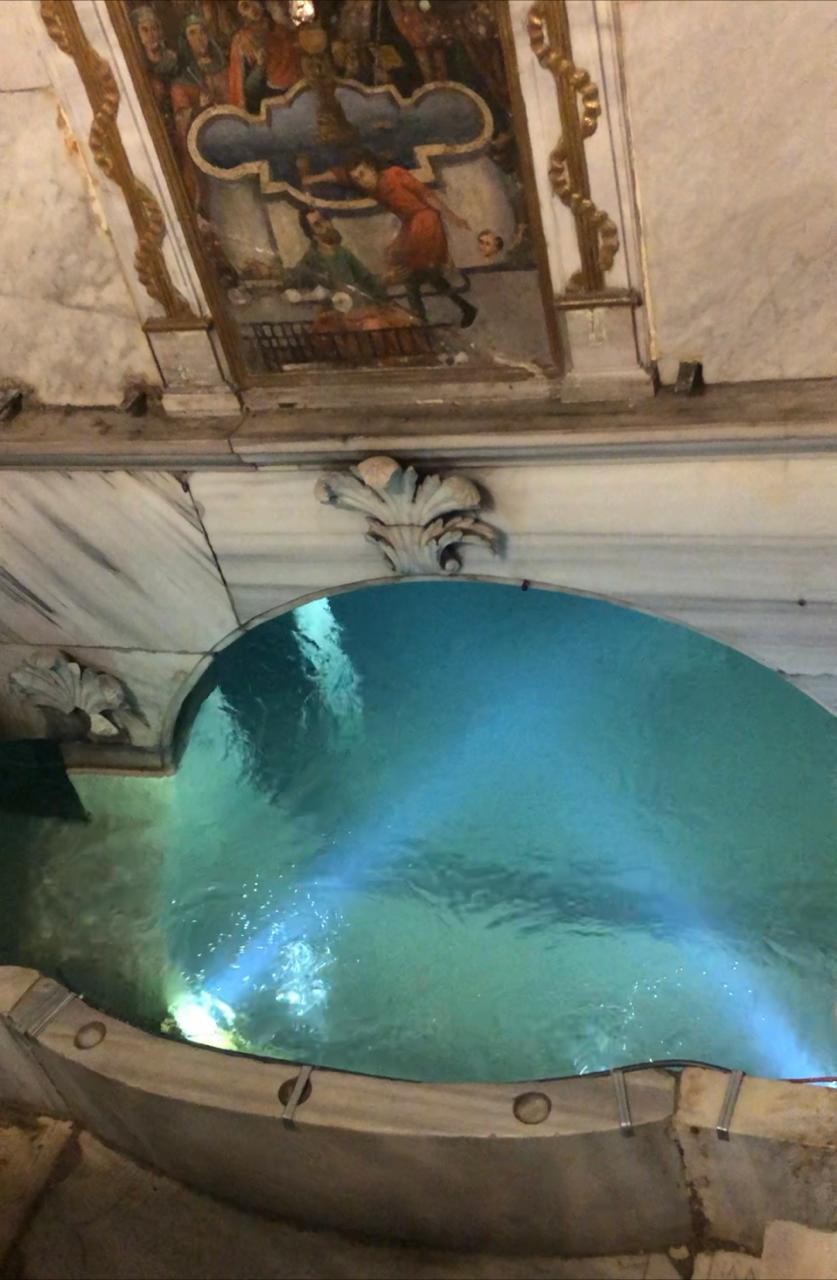
Источник в патриаршем монастыре Живоносного источника

Живоно́сный исто́чник, или Живоприе́мный источник (греч. Ζωοδόχος Πηγή) — название источника и храма в честь Божией Матери в Константинополе, в Византии; впоследствии название иконы Божией Матери. В православной традиции Богоматерь называют Живоносный Источник, прославляют Её как Источник жизни, так как от Неё родился Христос — Путь, Истина и Жизнь. В честь обновления (то есть, перестройки и украшения) храма «Живоносный источник» в Православной церкви в пятницу Светлой седмицы совершается праздник и молебен с освящением воды.

## Предание

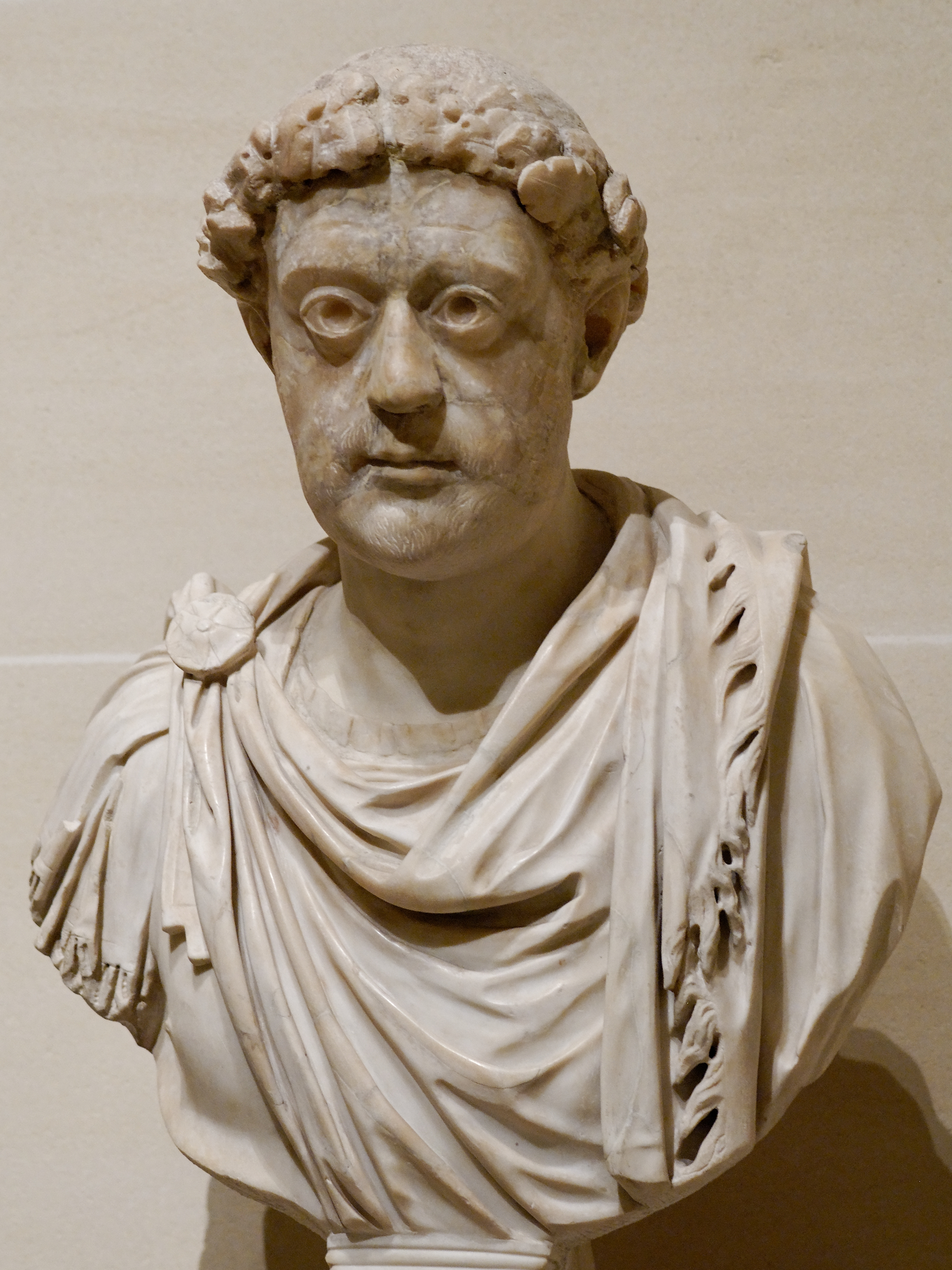
Император Лев I Макелла

4 апреля 450 года воин Лев, будущий император Византии, встретил в роще близ Константинополя, недалеко от Золотых ворот, слепца. В роще находился источник, известный своими чудесами.
Слепец устал и сбился с дороги. Лев пожалел его, отвёл под сень деревьев, усадил отдохнуть, а сам тем временем отправился к источнику, чтобы набрать воды и напоить слепца. Вдруг он услышал голос: «Лев! Не ищи воды далеко, она здесь близко». Воин удивился и стал искать воду, но не смог найти. Когда он прекратил поиски, раздался тот же голос: «Царь Лев! Пойди под сень этой рощи, почерпни воды, которую там найдёшь, и напой ею жаждущего. Тину же, которую найдёшь в источнике, положи на его глаза. Потом ты узнаешь, кто Я, освящающая это место. Я помогу тебе вскоре воздвигнуть здесь во имя Моë храм, и все, приходящие сюда с верою и призывающие Моё имя, получат исполнение своих молитв и полное исцеление от недугов».
После того как Лев исполнил веленный ему голосом приказ, слепец прозрел и самостоятельно отправился в Константинополь, славя Богоматерь.
Когда в 457 году Лев I стал императором, он не забыл о явлении и предсказании Божией Матери, приказав очистить источник и построить над ним храм в честь Богородицы, назвав его храмом Богородицы Живоносный Источник.
Храм неоднократно перестраивался и украшался (то есть, обновлялся), это было при императоре Юстиниане Великом, а также при императорах Василии Македонянине и при его сыне Льве Мудром.
В Синаксаре Никифор Каллист Ксанфопул сообщает о многих случаях исцелений и чудес, полученных от воды из источника: воскрешение мёртвого из Фессалии, исцеление Льва Мудрого от «каменозаятия» (мочекаменная болезнь), у жены Льва Мудрого Феофано вода «угасила зельнейшую огневицу» (сильнейшую горячку), брата Льва Стефана «разрешила от птисныя немощи» (предрасположенности к чахотке), патриарху Иерусалимскому Иоанну исправила повреждённый слух.
После падения Константинополя 29 мая 1453 года храм был разрушен и восстановлен вновь в 1833 году патриархом Константием I и освящён в 1835-м (ныне здесь женский монастырь).

## Богослужение
Несмотря на известную дату явления Богоматери Льву Макелле, празднование обновления Константинопольской церкви Живоносного источника и воспоминание великих чудес, произошедших в храме, совершается не 4 апреля, а, как правило, в пятницу Светлой седмицы, и в этот же день совершается и празднование одноимённой иконе. Однако 4 (17) апреля или 15 (28) апреля тоже почитается икона.
Служба обновления храма Живоносного Источника написана Никифором Каллистом Ксанфопулом в XIV веке. На церковнославянский язык эта служба была переведена и добавлена в Цветную Триодь во второй половине XVII века Евфимием Чудовским. До XVII века этой службы в Русской церкви не было. В Цветной Триоди в этот день написано следующее указание: др.-греч. Ψάλλομεν τὴν παροῦσαν Ἀκολουθίαν, τὴν γεγονυῖαν παρὰ κυρίου Νικηφόρου Καλλίστου τοῦ Ξανθοπούλου, εἰς τὴν Ὑπεραγίαν καὶ Κυρίαν Δέσποιναν Θεοτόκον, τὴν Ζωοδόχον Πηγὴν· οὐ γὰρ εὕρομεν ὑπὸ τυπικοῦ τὴν τοιαύτην Ἀκολουθίαν, ἀλλ' ἐτέθη δι' ἀγάπην τῆς Ὑπεραγίας Θεοτόκου — церк.-слав. Поє́мъ настоѧ́щєє послѣ́дованїє, бы́вшєє Ѿ господи́на нїки́фора ка́ллιста ѯанөопу́ла. На прєсвяту́ю госпожу́ влады́чицу Богоро́дицу живопрїє́мный исто́чникъ. Нє Бо ωбрєто́хомъ въ тѵ́пицѣ сицєва́гω послѣ́дованїѧ, но положи́сѧ люБвє́ ра́ди прєсвѧты́ѧ Богоро́дицы.
В самом богослужебном чине на вечерне к воскресным стихирам на «Господи воззвах» и на стиховне присоединяют стихиры в честь обновления храма Живоносный Источник. На утрени поются два канона: Пасхе и Живоносному Источнику, а также хвалительные стихиры Богородице. На литургии читается Апостол и Евангелие, посвящённые Богородице.
В церковной традиции пятница Светлой седмицы выделяется особым образом. В этот день, впервые после Великой агиасмы на Богоявление, совершается освящение воды во всех храмах.
|                                                                           | На греческом | На церковнославянском (транслитерация) |
| ------------------------------------------------------------------------- | --- | --- |
| 1-я Стихира глас 6. Подобен: Все возложше (Ἦχος πλ. β'. Ὅλην ἀποθέμενοι): | Ξένα καὶ παράδοξα, τῶν οὐρανῶν ὁ Δεσπότης, ἐπὶ σοὶ τετέλεκε, καταρχὰς Πανάμωμε· καὶ γὰρ ἄνωθεν, ἐμφανῶς ἔσταξεν, ὑετὸς καθάπερ, ἐν τῇ μήτρᾳ σου Θεόνυμφε, Πηγὴν δεικνύων σε, σύμπαν ἀγαθὸν ἀναβλύζουσαν, πλημμύραν τε ἰάσεων, τὰς εὐεργεσίας προρρέουσαν ἅπασιν ἀφθόνως, τοῖς χρῄζουσι τὴν ῥῶσιν τῶν ψυχῶν, καὶ τήν ὑγείαν τοῦ σώματος, ὕδατι τῆς χάριτος. | Стра́нная и пресла́вная Небе́с Влады́ка на Тебе́ соверша́ше изнача́ла Всенепоро́чная: И́бо свы́ше я́вственно ука́ну, я́коже дождь во утро́бе Твое́й Богоневе́сто, исто́чник Тя показу́я все благо́е вре́ющий, оби́лие же исцеле́ний, благодея́ния источа́ющий всем незави́стно, тре́бующим кре́пости душ, и здра́вие телесе́, водою́ благода́ти. |
| Кондак глас 8. (Ἦχος πλ. δ'):                                             | Ἐξ ἀκενώτου σου Πηγῆς θεοχαρίτωτε ἐπιβραβεύεις μοι πηγάζουσα τὰ νάματα, ἀενάως τῆς σῆς χάριτος ὑπὲρ λόγον· τὸν γὰρ Λόγον ὡς τεκοῦσαν ὑπὲρ ἔννοιαν, ἱκετεύω σε δροσίζειν με σῇ χάριτι, ἵνα κράζω σοι· Χαῖρε ὕδωρ σωτήριον. | От неистощи́мыя Тя, Исто́чниче Богоблагода́тный, подае́ши ми, точа́щи во́ды Твоея́ благода́ти, приснотеку́щий па́че сло́ва. Я́ко бо Сло́во ро́ждшая па́че смы́сла, молю́ Ти ся, ороси́ мя благода́тию, да зову́ Ти: ра́дуйся, Во́до спаси́тельная.                                                                                       |

## История развития образа
Прообразом иконы Божией Матери «Живоносный Источник» является древняя греческая Богоматерь, написанная по типу Никопеи Кириотиссы, восходящей, в свою очередь, к ещё более древнему изображению Божией Матери, связанному с известным в древнем христианстве Влахернским храмом и почитанием влахернского образа Богородицы в виде мраморной статуи, находящейся недалеко от императорской купальни. Из рук статуи текла святая вода — агиасма.
Первое время списки с иконы «Живоносный источник» писались без изображения непосредственно самого вышеуказанного источника. Чуть позже в композицию образа Богоматери иконописцы начали включать изображение чаши, а в ещё более поздних списках иконы появляется и изображение фонтана либо водоёма. В русской традиции иконописцы изображали колодец как символ источника.

#### XIII—XIV век
Одним из самых ранних изображений Богоматери Живоносный источник является Богоматерь типа Оранты, найденная в Крыму и относящаяся историками к концу XIII — началу XIV веков. Образ размещён на глиняном блюде с воздетыми в молитве руками.

#### XIV век
Более позднее изображение иконы, примерно середины XIV века, описывает церковный историк Никифор Каллист, повествующий об изображении Богоматери в середине чаши, похожей на купель или баптистерий и установленной над источником. В чаше изображена Богоматерь с Младенцем на лоне или груди (тип Кириотисса).

#### XV век
Образ Живоносного Источника, написанный фреской мастером Андроником Византийцем, находится в приделе церкви монастыря Святого Павла на Афоне. Богоматерь с благословляющим Младенцем изображены в широкой чаше, по сторонам фрески — надпись на греческом: «Живоносный Источник». Фреска относится историками к первой половине XV века.

#### XVI век
В XVI веке на Руси под влиянием греков появляется обычай освящать монастырские источники и посвящать их Божией Матери. Соответственно, часовни и купальни, установленные над ними, украшали иконами Богоматери «Живоносный Источник».

#### XVII век

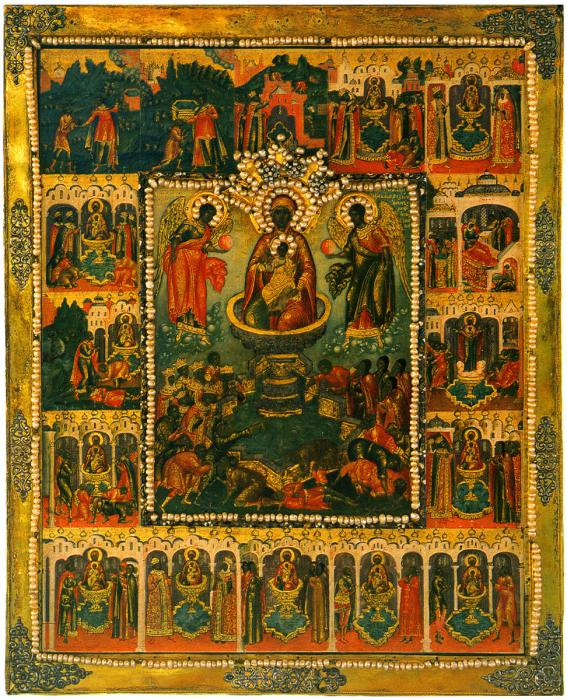
На переднем плане иногда изображаются одержимые недугами. (Симон Ушаков, 1670 год)

XVII век является периодом наибольшего распространения иконы подобного типа. В русской традиции иконописи икона подверглась дальнейшему усложнению композиции, что косвенно может свидетельствовать о снижении её первоначальной символической наполненности, восходящей к первоначальным, греческим образам, основанным на статуе Влахернской Богоматери с истекающей с рук святой водой. На иконах начинают появляться изображения кладезей с бьющей из них водой, по сторонам от Богоматери могут изображаться святители Василий Великий, Григорий Богослов и Иоанн Златоуст.

## Списки с иконы
Наиболее известным чудотворным списком с образа «Живоносный Источник» является икона из Саровской пустыни, принесенная в Саровскую обитель основателем церкви Живоносного источника иеромонахом Иоанном в начале XVIII века. Этот образ почитал сам преподобный Серафим Саровский.
В середине XIX века ещё один чтимый список «Живоносного Источника» был принесён из Константинополя в Саровскую обитель иеросхимонахом Иоанникием. Эта икона изображала само событие Явления Богоматери на Живоносном источнике.
В настоящее время в России храмы в честь иконы находятся в Царицыне (Москва), Арзамасе, урочище Проща в Белоруссии, Харькове и других городах (храмы, посвящённые иконе).